# Alton (Teksas)
Alton je grad u američkoj saveznoj državi Teksas. Prema popisu stanovništva iz 2010. u njemu je živjelo 12.341 stanovnika.